# Jordi Savall
Jordi Savall (14. siječnja 1942., Igualada, Katalonija, Španjolska), je španjolsko-katalonski violist, dirigent i skladatelj. Jedna je od glavnih osoba s kraja 20. i početka 21. stoljeća, zaslužna za promociju viole kao glazbenog instrumenta. 
Repertoar mu se kreće od glazbesrednjeg vijeka, preko renesanse do barokne muzike, a ponekad i dalje preko klasičnog i romantičkog glazbenog perioda.
Počeo je svirati sa šest godina kao član školskog zbora u rodnom gradu. U Barceoloni završava glazbenu akademiju 1965. Potom se specijalizira za ranu glazbu u rodnom gradu, Ars Musicae Barcelona i u Švicarskoj - Schola Cantorum Basiliensis u Baselu (1968. – 70.) gdje 1974. postaje i profesor na viloi da gamba.
1974. osniva ansambl Hesperion XX (poslije 2000g. znan kao Hesperion XX) zajedno sa suprugom Montserrat Figueras, Lorenzom Alpertom i Hopkinsonom Smithom.
1987. vraća se u Barcelonu i osniva La Capella Reial de Catalunya koja izvodi glazbu nastalu prije 18. stoljeća.
1989. osniva Le Concert des Nations prvenstveno orijentiran na izvođenje barokne glazbe.
Potom se Savall orijentira na izvođenje glazbe sa svojom ozbitelji gdje uz suprugu Montsserat Figueras nastupaju i kćer Arianna Savall i sin Ferran Savall. Arianna Savall svira na harfi i pjeva kao i njena majka. Ferran Savall svira teorbu (bas lutnja) i pjeva.
Primio je do sda brojne nagrade i priznanja. Primio je Premi d'Honor Lluís Carulla za doprinos kulturi Katalonije. 2006. nagrađen je počasnom titulom Doctor Honoris Causa, Sveučilišta u Barceloni. Iste godine postavljen je i za ambasadora Europske unije za interkulturalni dijalog. U lipnju 2008. Savall i njegova supruga Montserrat Figueras su imenovani Umjetnicima mira od strane UNESCO-a. U veljači 2009. primio je nagradu Prix Georg Friedrich Häendel de Halle i nagradu Nacionalno vijeća glazbe i umjetnosti Katalonije. 2010. prima nagradu Praetorius Musikpreis Niedersachsen and a MIDEM Classical Award za album "Jerusalem – La ville des deux Paix: La paix céleste et la paix terrestre." 
Jordi Savall je izvodio glazbu u filmu Tous les matins du monde(1991.) za koju je dobio priznanja i iste snimke prodao u miljunskim primjercima. Osim toga izvodio je glazbu i u filmovima :
- (1991.) Tous les matins du monde,  Alain Corneau
- (1993.) El Pajaro de la felicidad (The Bird of Happiness), Pilar Miró
- (1993.) Jeanne la Pucelle I : Les batailles (Joan of Arc: The Battles), Jacques Rivette
- (1994.) Jeanne la Pucelle II : Les prisons (Joan of Arc: The Prisons),  Jacques Rivette
- (1997.) Hosszú alkony( Long Dusk), Attila Janisch
- (1997.) Marquise, Vera Belmont
- (1998.) Secret defense, Jacques Rivette

## Vanjske poveznice
- http://www.alia-vox.com/  Arhivirana inačica izvorne stranice od 17. studenoga 2012. (Wayback Machine)
- at Medieval.org